# Liste der Nummer-eins-R&B-Alben in den USA
Die Liste der Nummer-eins-R&B-Alben in den USA basiert auf den Charts der Zeitschrift Billboard, nämlich auf den Top R&B/Hip-Hop Albums, die unter wechselnden Namen seit 1965 erhoben werden.
Die Liste ist nach Jahren aufgeteilt.